# フォーラム・デ・アル

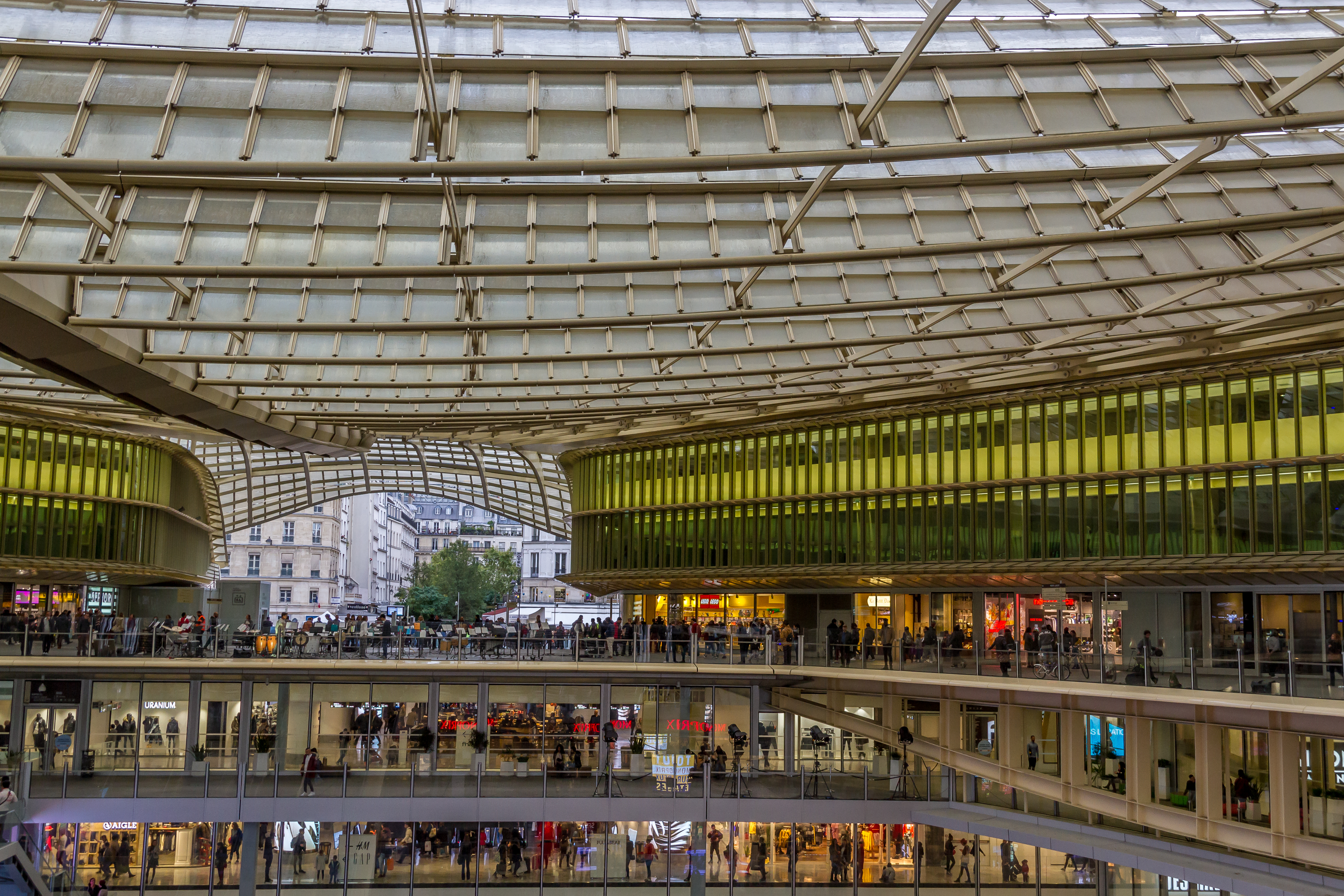
フォーラム・デ・アルの現在（2017年）。

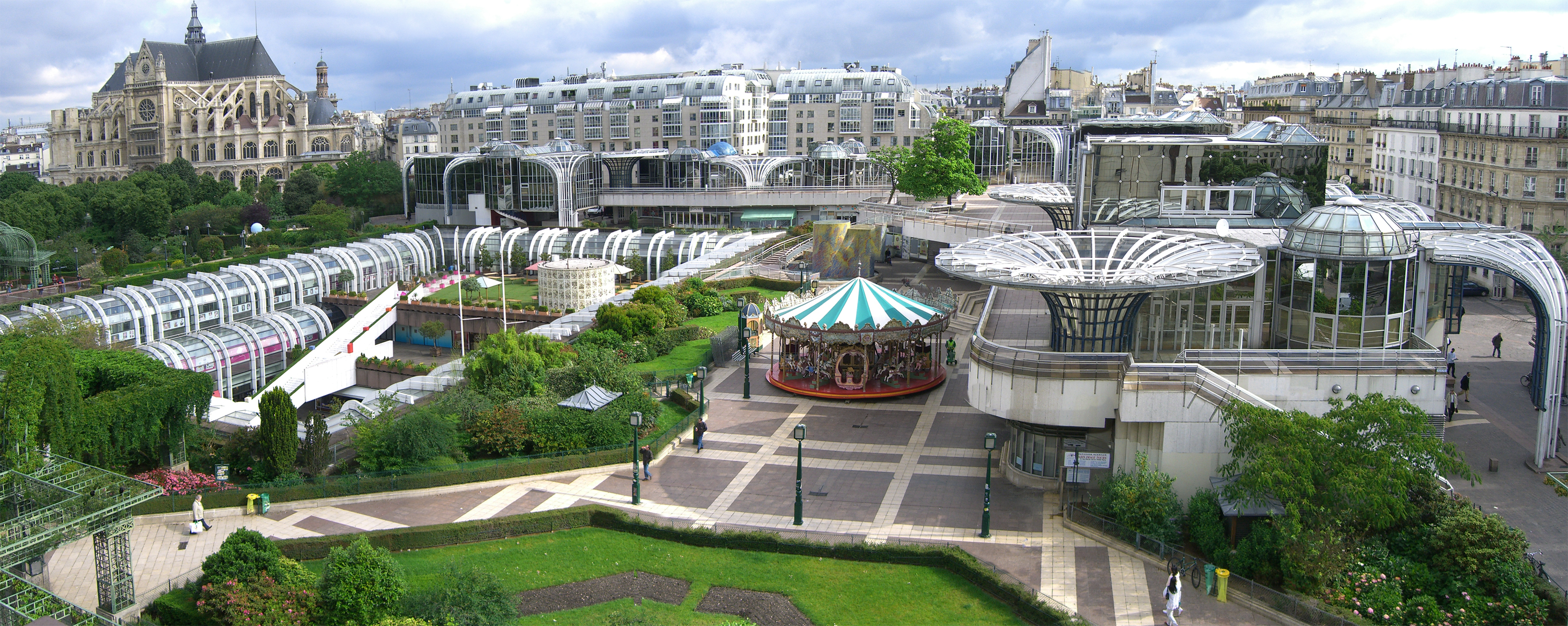
フォーラム・デ・アル（2007年）。

天蓋を建設中（2015年）。

フォーラム・デ・アル (フランス語: Forum des Halles、2019年からウェストフィールド・フォーラム・デ・アル、フランス語: Westfield Forum des Hallesに名称変更）は、フランス・パリのレ・アル旧中央市場の跡地に位置するショッピングセンターである。
旧中央市場が郊外のランジスへの移転後、首都の中心部に位置するこの場所にはシャトレ-レ・アル駅の建設現場となり、1970年代には「トゥルー・デ・アル」とあだ名されていた。1970年代後半には最初のフォーラム・デ・アルが完成して2010 年代まで運営され、最終的には巨大な金色の金属製の天蓋があるビルが追加されて、これが現在のフォーラム・デ・アルである。
2017年には、フランスで3番目に来場者の多いショッピングセンターとなり、年間来場者は3,390万人であった。2019 年には、フォーラム・デ・アルはフランスで最も来場者の多いショッピングセンターになり、年間来場者は5,000 万人になって、毎日の来場者15万人である。